# 舍普弗萊恩斯格拉本河
50°04′07″N 11°13′22″E / 50.06849601°N 11.22274607°E
舍普弗萊恩斯格拉本河是德國的河流，位於該國東南部，由巴伐利亞負責管轄，屬於魏斯美因河的左支流，河道全長4.9公里，流域面積8.9平方公里。